# Mawaru Penguindrum
Mawaru Penguindrum (輪るピングドラム Mawaru Pingudoramu?) es una serie de anime producida por Brain's Base. La serie es dirigida y coescrita por Kunihiko Ikuhara y se emitió desde el 8 de julio de 2011 hasta el 23 de diciembre de 2011 en Japón.

## Argumento
Una chica con una enfermedad terminal, llamada Himari Takakura, es salvada de la muerte por un extraño espíritu que reside en un sombrero con forma de pingüino. Sin embargo, a cambio de extender su vida, el espíritu encomienda a sus hermanos, Kanba y Shouma, buscar un objeto conocido como el Penguin Drum, con ayuda de un trío de extraños pingüinos.

## Personajes
Kanba Takakura (高倉 冠葉 Takakura Kanba?)
Seiyū: Subaru Kimura

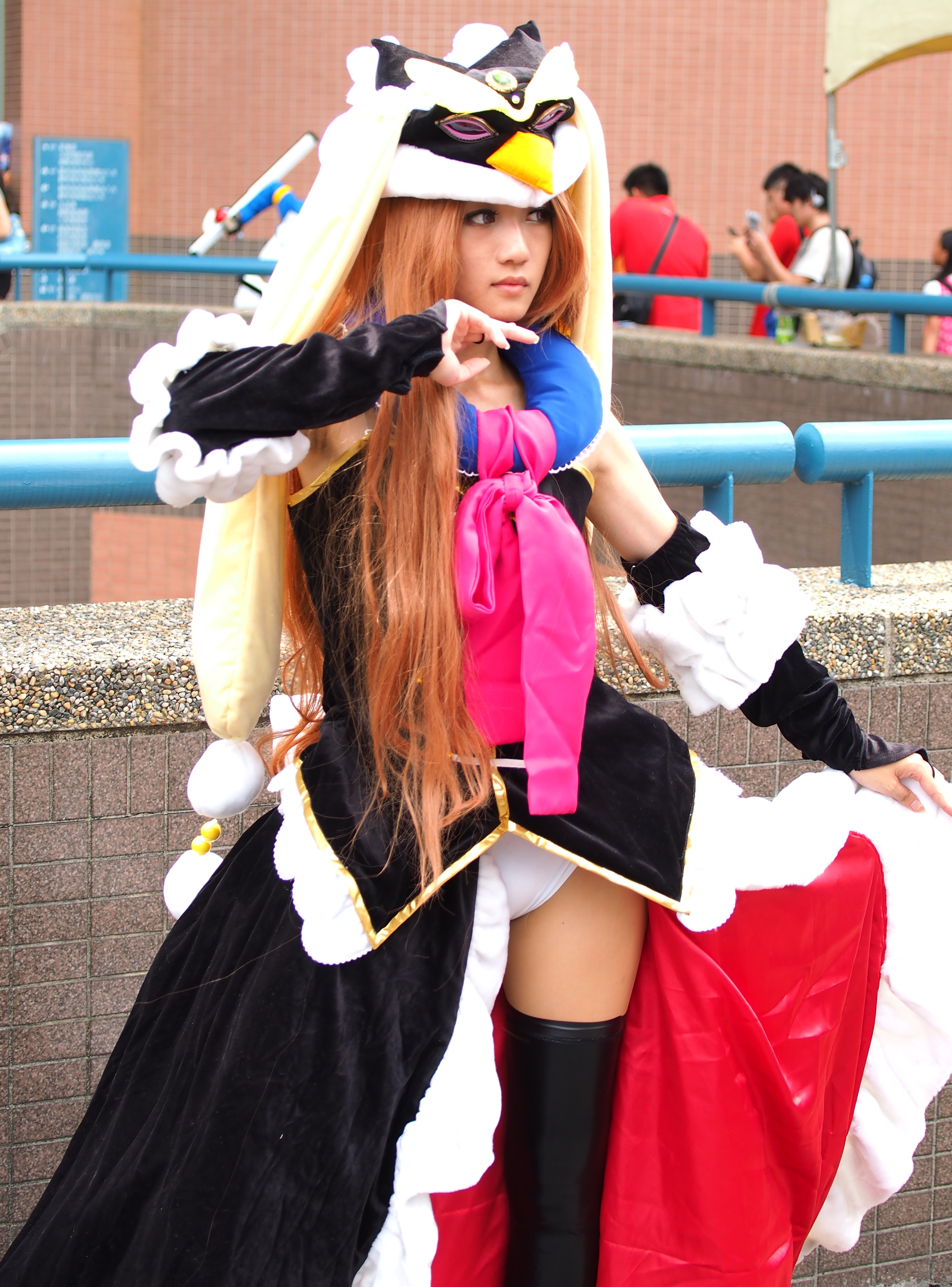
Cosplayer of Princess of the Crystal At FF22

El más serio y experimentado de los hermanos. A diferencia de su hermano Shouma, él tiene una historia de playboy, sale con chicas solo para deshacerse de ellas poco después. Muchas chicas enojadas lo persiguen, siendo Masako Natsume la más agresiva. Siente gran devoción por su hermana pequeña Himari y hace todo lo posible por su felicidad además de asegurarse de la seguridad de Shouma como hermano mayor. Como hermano mayor, él es responsable de mantener la economía de su familia y su sustento. Él toma muy en serio su obligación de obtener el Penguindrum y la medicina de Himari, y está dispuesto a recurrir a cualquier método para ello. Kanba no tiene en cuenta la legalidad o el instinto de supervivencia cuando se trata de proteger a su familia. Al igual que Himari, Kanba no tiene relación sanguínea con la familia Takakura, pero fue aceptado en su familia tras la muerte de su padre. Él es hermano biológico de Masako y Mario.
Shouma Takakura (高倉 晶馬 Takakura Shōma?)
Seiyū: Ryōhei Kimura
Más inocente que su hermano, él se siente incómodo ante la idea de llevar a cabo cualquier acto moralmente ambiguo. Se le encarga obtener el diario de Ringo Oginome, suponiendo que es el Penguindrum. A medida que acompaña a Ringo en sus actividades de acoso, los dos desarrollan un extraño acercamiento. Al igual que sus hermanos, siente culpa por las muertes causadas por sus padres. El siente que Ringo debería despreciarlo y se aleja de ella después de perder el diario. Shouma fue el que salvo a Himari de la "Child Broiler (こどもブロイラー)" y la hace parte de su familia. En la adaptación a novela, Shouma es el narrador.
Himari Takakura (高倉 陽毬 Takakura Himari?)
Seiyū: Miho Arakawa
La más joven de los hermanos. Himari quiere mucho a sus hermanos, y sonríe constantemente para que ellos se preocupen menos por su enfermedad. Después de ser dada de alta del hospital, ella pierde el conocimiento y muere en una visita al acuario. Ella es revivida por un sombrero de pingüino comprado en la tienda de recuerdos del acuario. Cuando se pone el sombrero, su apariencia y personalidad cambian a la de la Princess of the Crystal (プリンセス・オブ・ザ・クリスタル Purinsesu Obu Za Kurisutaru?), una dominatrix, que viste un traje ceñido y ordena a los hermanos a obtener el Penguindrum con el fin de extender su vida. Cuando era una niña, era parte del grupo de aspirantes a ídols "Triple H" con sus amigas Hibari y Hikari, pero dejó de hablar con ellas cuando dejó la escuela. Ella dice que se alegra de su éxito. Himari no es hermana biológica de Shouma y Kanba, pero se convirtió en parte de la familia Takakura después de haber sido abandonada por su madre.
Ringo Oginome (荻野目 苹果 Oginome Ringo?)
Seiyū: Marie Miyake
Es una estudiante de la escuela femenina Sakura Bana Gyoen Joshikō Gakuen (櫻花御苑女子高) , quien tiene una obsesión por el profesor de Shouma y Kanba, Keiju Tabuki, hasta el punto de acosarlo constantemente espiándolo e intentar tener relaciones con el  . Ella posee un diario, en el que según dice está escrito el destino. este diario pertenece a su difunta hermana Momoka.